# 紀の川市立池田小学校
紀の川市立池田小学校（きのかわしりつ いけだしょうがっこう）は、和歌山県紀の川市南中にある公立小学校。

## 沿革
- 1947年（昭和22年） - 那賀郡池田村立池田小学校に改称。
- 1956年（昭和31年）3月31日 - 池田村と田中村の合併による打田町発足に伴い、打田町立池田小学校に改称。
- 2005年（平成17年）11月7日 - 那賀郡5町合併による紀の川市発足に伴い、紀の川市立池田小学校に改称。

## 通学区域
- 紀の川市
  - 南中、北大井、南勢田、北勢田、重行、池田新、北中、神領、東山田、西山田、神通、中畑、今畑、登尾、枇杷谷、豊田、東三谷、中三谷、西三谷、東国分、古和田

卒業生は基本的に紀の川市立打田中学校に進学する。

## 周辺
- 紀の川市立なるき保育所
- 打田南中郵便局

## 交通
- JR西日本和歌山線打田駅から北西へ1.6km
- 和歌山バス那賀 池田学校前バス停
- 紀の川コミュニティバス めっけもん広場前バス停から東へ300m
- 和歌山県道7号粉河加太線沿い

## 通学区域が隣接している学校
- 紀の川市立粉河小学校
- 紀の川市立長田小学校
- 紀の川市立田中小学校
- 岩出市立上岩出小学校
- 岩出市立根来小学校

以下は大阪府。
- 泉南市立東小学校
- 泉佐野市立日根野小学校
- 泉佐野市立大木小学校